# 585
Năm 585 là một năm trong lịch Julius.